# Geastrum umbilicatus
Geastrum umbilicatus är en svampart som beskrevs av Fr. 1829. Geastrum umbilicatus ingår i släktet jordstjärnor och familjen jordstjärnor.   Inga underarter finns listade i Catalogue of Life.